# Обединена България (1941)
„Обединена велика България“ е български вестник, издание на Всебългарския съюз „Отец Паисий“.
Излиза в единствен брой 27 ноември 1941 година в София по повод годишнината на Ньойския договор. Редактори са Димитър Гаврийски и Борис Кусев. Вестникът възхвалява Обединението на България и стои на националистически позиции. Има много търговски реклами. Печата се в печатница „Полиграфия“ в 10 000 тираж и цена 2 лева. Сред сътрудниците са Георги П. Генов, Константин Соларов, доктор Никола Стоянов, Д. Тодоров, доктор Иван Пенаков, Никола Станев, Иван Орманджиев, Светослав Нелчинов.